# Landesregierung Stix II
- SPÖ: 4
- ÖVP: 3
- FPÖ: 1

Die Landesregierung Stix II unter Landeshauptmann Karl Stix (SPÖ) bildet die Burgenländische Landesregierung von der Wahl durch den Burgenländischen Landtag in der XVII. Gesetzgebungsperiode am 27. Juni 1996 bis zur Angelobung der Landesregierung Niessl I am 28. Dezember 2000.
Nach den Zugewinnen der Freiheitlichen Partei Österreichs (FPÖ) bei der Landtagswahl 1996 zog mit Wolfgang Rauter zum ersten Mal ein Vertreter der FPÖ in die Landesregierung ein. Die Sozialdemokratische Partei Österreichs (SPÖ) büßte einen Landtagsabgeordneten ein und verfügte wie die Österreichische Volkspartei (ÖVP) über drei Mitglieder der Landesregierung. Während der Landeshauptmann und sein Stellvertreter gegenüber der Vorgängerregierung ident blieben, kam es unter den Landesräten zu Änderungen. So schied Hermann Fister (SPÖ) auf Grund des an die FPÖ verlorenen Regierungssitzes aus, während Eduard Ehrenhöfler (ÖVP) durch Karl Kaplan ersetzt wurde. Während der Amtsperiode der Landesregierung Stix II legte zunächst Wolfgang Rauter am 5. November 1997 sein Amt nieder, für ihn wurde am Folgetag Gabriel Wagner in die Landesregierung gewählt. Am 17. März 1999 gab Josef Tauber (SPÖ) sein Amt ab, sein Nachfolger wurde am 18. März der bisherige Landtagsabgeordnete Helmut Bieler. Auch Christa Prets schied am 18. Mai 1999 aus der Regierung aus und wechselte ins Europäische Parlament, für sie wurde am 19. Mai der bisherige Landtagsabgeordnete Peter Rezar zum Nachfolger gewählt. 

## Regierungsmitglieder
| Amt                                                     | Name              | Partei | Zuständigkeitsbereiche                 |
| ------------------------------------------------------- | ----------------- | ------ | -------------------------------------- |
| Landeshauptmann                                         | Karl Stix         | SPÖ    |                                        |
| Landeshauptmann-Stellvertreter                          | Gerhard Jellasitz | ÖVP    |                                        |
| Landesrat                                               | Helmut Bieler     | SPÖ    |                                        |
| Landesrat                                               | Peter Rezar       | SPÖ    |                                        |
| Landesrat                                               | Karl Kaplan       | ÖVP    |                                        |
| Landesrat                                               | Paul Rittsteuer   | ÖVP    |                                        |
| Landesrat                                               | Gabriel Wagner    | FPÖ    |                                        |
| Vorzeitig ausgeschiedene Mitglieder der Landesregierung |                   |        |                                        |
| Landesrätin                                             | Christa Prets     | SPÖ    |                                        |
| Landesrat                                               | Josef Tauber      | SPÖ    |                                        |
| Landesrat                                               | Wolfgang Rauter   | FPÖ    | Seilbahnwesen, Nahrungsmittelkontrolle |